# Ciclismo en los Juegos Olímpicos de París 2024 – Persecución por equipos masculino
La prueba de ciclismo en pista de persecución por equipos masculino en los Juegos Olímpicos de París se llevó a cabo en París, Francia desde el 5 al 7 de agosto de 2024 en el Velódromo de Saint-Quentin-en-Yvelines de la ciudad de París.

## Formato de competición
Esta disciplina consta de dos fases: una primera fase de clasificación y una segunda fase de finales. La prueba de persecución por equipos en el ciclismo de pista es una carrera de persecución que enfrenta a dos cuartetos de ciclistas. Los equipos toman la salida en dos puntos opuestos de la pista y recorren una distancia de 4 km. Gana el equipo que registre mejor tiempo cronometrándose el paso de la quinta rueda del equipo por la meta o aquel cuyo tercer corredor relegue al tercer corredor del conjunto contrario.

## Horario
Todos los horarios están en UTC tiempo de Francia (+1 GMT)
| Fecha                         | Tiempo | Evento        |
| ----------------------------- | ------ | ------------- |
| Lunes 5 de agosto de 2024     | 10:27  | Clasificación |
| Martes 6 de agosto de 2024    | 12:14  | Primera ronda |
| Miércoles 7 de agosto de 2024 | 11:04  | Finales       |

## Resultados

### Clasificación
- Las clasificaciones finalizaron de la siguiente forma:[4]

| Clasificación | Clasificación | Clasificación                                                                 | Clasificación | Clasificación     |
| Posición      | País          | Ciclistas                                                                     | Tiempo        | Vel. media (km/h) |
| ------------- | ------------- | ----------------------------------------------------------------------------- | ------------- | ----------------- |
| 1.º           | Australia     | Oliver Bleddyn Sam Welsford Conor Leahy Kelland O'Brien                       | 3' 42.958"    | 64.586 Q          |
| 2.º           | Reino Unido   | Ethan Hayter Oliver Wood Daniel Bigham Ethan Vernon                           | 3' 43.241"    | 64.504 Q          |
| 3.º           | Dinamarca     | Tobias Aagaard Hansen Niklas Larsen Carl-Frederik Bévort Rasmus Lund Pedersen | 3' 43.690"    | 64.375 Q          |
| 4.º           | Italia        | Simone Consonni Filippo Ganna Francesco Lamon Jonathan Milan                  | 3' 44.351"    | 64.185 Q          |
| 5.º           | Francia       | Thomas Boudat Benjamin Thomas Thomas Denis Valentin Tabellion                 | 3' 45.514"    | 63.854 Q          |
| 6.º           | Nueva Zelanda | Aaron Gate Keegan Hornblow Thomas Sexton Campbell Stewart                     | 3' 45.616"    | 63.825 Q          |
| 7.º           | Bélgica       | Lindsay De Vylder Fabio Van den Bossche Tuur Dens Noah Vandenbranden          | 3' 47.232"    | 63.371 Q          |
| 8.º           | Canadá        | Dylan Bibic Mathias Guillemette Michael Foley Carson Mattern                  | 3' 48.964"    | 62.892 Q          |
| 9.º           | Alemania      | Roger Kluge Tim Torn Teutenberg Tobias Buck-Gramcko Theo Reinhardt            | 3' 50.083"    | 62.586            |
| 10.º          | Japón         | Shunsuke Imamura Kazushige Kuboki Eiya Hashimoto Shinji Nakano                | 3' 53.489"    | 61.673            |

Regla de clasificación: Los equipos clasificados del 1.º al 8.º se clasificaron para la final; el resto fueron eliminados.

### Primera ronda
- Las clasificaciones de primera ronda finalizaron de la siguiente forma:[5]

| Clasificación | Clasificación | Clasificación | Clasificación                                                                 | Clasificación | Clasificación     |
| Serie         | Posición      | País          | Ciclistas                                                                     | Tiempo        | Vel. media (km/h) |
| ------------- | ------------- | ------------- | ----------------------------------------------------------------------------- | ------------- | ----------------- |
| 1             | 1             | Nueva Zelanda | Aaron Gate Keegan Hornblow Thomas Sexton Campbell Stewart                     | 3' 43.776"    | 64.350            |
| 1             | 2             | Bélgica       | Lindsay De Vylder Fabio Van den Bossche Tuur Dens Noah Vandenbranden          | 3' 45.685"    | 63.806            |
| 2             | 1             | Francia       | Thomas Boudat Benjamin Thomas Thomas Denis Valentin Tabellion                 | 3' 45.531"    | 63.849            |
| 2             | 2             | Canadá        | Dylan Bibic Mathias Guillemette Michael Foley Carson Mattern                  | 3' 49.245"    | 62.815            |
| 3             | 1             | Reino Unido   | Ethan Hayter Oliver Wood Charlie Tanfield Ethan Vernon                        | 3' 42.151"    | 64.821 QG         |
| 3             | 2             | Dinamarca     | Tobias Aagaard Hansen Niklas Larsen Carl-Frederik Bévort Rasmus Lund Pedersen | 3' 42.803"    | 64.631 QB         |
| 4             | 1             | Australia     | Oliver Bleddyn Sam Welsford Conor Leahy Kelland O'Brien                       | 3' 40.730"    | 65.238 WR QG      |
| 4             | 2             | Italia        | Simone Consonni Filippo Ganna Francesco Lamon Jonathan Milan                  | 3' 43.205"    | 64.515 QB         |

QG: Calificado para el oro.

QB: Calificado para el bronce.

WR: Record mundial.

### Finales
- Los resultados finalizaron de la siguiente forma:[6]

| Posición | País          | Ciclistas                                                                     | Tiempo     | Vel. media (km/h) |
| -------- | ------------- | ----------------------------------------------------------------------------- | ---------- | ----------------- |
|          | Australia     | Oliver Bleddyn Sam Welsford Conor Leahy Kelland O'Brien                       | 3' 42.067" | 64.845            |
|          | Reino Unido   | Ethan Hayter Daniel Bigham Charlie Tanfield Ethan Vernon Oliver Wood          | 3' 44.394" | 64.173            |
|          | Italia        | Simone Consonni Filippo Ganna Francesco Lamon Jonathan Milan                  | 3' 44.197" | 64.229            |
| 4.º      | Dinamarca     | Tobias Aagaard Hansen Niklas Larsen Carl-Frederik Bévort Rasmus Lund Pedersen | 3' 46.138" | 63.678            |
| 5.º      | Nueva Zelanda | Aaron Gate Keegan Hornblow Thomas Sexton Campbell Stewart                     | 3' 44.741" | 64.074            |
| 6.º      | Francia       | Thomas Boudat Benjamin Thomas Thomas Denis Valentin Tabellion                 | 3' 47.697" | 63.242            |
| 7.º      | Canadá        | Dylan Bibic Mathias Guillemette Michael Foley Carson Mattern                  | 3' 54.517" | 61.403            |
| 8.º      | Bélgica       | Lindsay de Vylder Fabio Van den Bossche Tuur Dens Noah Vandenbranden          |            |                   |